# باشگاه فوتبال النفط
باشگاه فوتبال النفط (به عربی: نادي النفط العراقي) یک باشگاه فوتبال عراقی در شهر بغداد می‌باشد که در بالاترین بخش فوتبال عراق در لیگ برتر آن بازی می‌کند.